# ゴーザウ県
ゴーザウ県（ゴーザウけん、ベトナム語：Huyện Gò Dầu / 縣坵油?）は、ベトナム社会主義共和国タイニン省の県である。面積は260km²、人口は144,667人（2017年）である。

## 行政区画
以下の1市鎮8社から構成される。
- ゴーザウ市鎮（Gò Dầu / 坵油）
- バウドン社（Bàu Đồn / 保屯）
- カムザン社（Cẩm Giang / 錦江）
- ヒエップタイン社（Hiệp Thạnh / 協盛）
- フオックドン社（Phước Đông / 福東）
- フオックタイン社（Phước Thạnh / 福盛）
- フオックチャック社（Phước Trạch / 福澤）
- タインドゥク社（Thạnh Đức / 盛德）
- タインフオック社（Thanh Phước / 清福）